# Matteo Tessari
Matteo Tessari (Asiago, 30 luglio 1989) è un ex hockeista su ghiaccio italiano, di ruolo attaccante.

## Carriera

### Club
Matteo Tessari crebbe nel settore giovanile dell'HC Asiago, prima di esordire in Serie A nel corso del campionato 2006-2007, collezionando 23 presenze e 4 punti. Al termine della stagione 2009-2010 il suo contratto fu rinnovato per un altro anno, e l'Asiago vinse il suo secondo scudetto. Nel campionato 2010-11 l'Asiago riuscì a conquistare il secondo scudetto consecutivo, il terzo nella storia del club, con Matteo Tessari costretto a non giocare le finali dei playoff per un infortunio alla mano occorso nelle semifinali disputate contro il Bolzano. La stagione 2012-2013 si rivelò la più produttiva, con 11 reti e 26 assist ottenuti in 43 partite disputate in regular season, e il terzo scudetto personale.
Negli anni successivi arrivarono altri quattro titoli italiani (2014-2015, 2019-2020, 2020-2021, 2021-2022), quattro supercoppe italiane (2013, 2015, 2020, 2021) e due Alps Hockey League (2017-2018, 2021-2022).
Ha annunciato il ritiro nel giorno del suo trentatreesimo compleanno.

### Nazionale
Tessari esordì con la maglia della Nazionale italiana nel 2007, prendendo parte ai mondiali di categoria Under-18. Nei due anni successivi invece prese parte ai Mondiali Under-20. Nel torneo di Seconda Divisione del 2008, svoltosi a Canazei, conquistò insieme al Blue Team la promozione in Prima Divisione.
Con la Nazionale maggiore fece il suo esordio nel 2009.

## Palmarès

### Club
- Campionato italiano: 7

Asiago: 2009-2010, 2010-2011, 2012-2013, 2014-2015, 2019-2020, 2020-2021, 2021-2022
- Supercoppa italiana: 4

Asiago: 2013, 2015, 2020, 2021
- Alps Hockey League: 2

Asiago: 2017-2018, 2021-2022

### Nazionale
- Campionato mondiale di hockey su ghiaccio Under-20 - Seconda Divisione: 1

Italia 2008